# Dimension X (TMNT)
Dimension X, X-dimensionen, är en fiktiv plats i berättelserna om Teenage Mutant Ninja Turtles. Det är bara i 1987 års tecknade TV-serie samt Archieserierna samt 2012 års TV-serie och IDW-serierna som det berättas om Dimension X, liksom i de brittiska Hero Turtles-serierna. Dimension X är Krangs hem. Krang använder en dimensionsport inuti Teknodromen för transporter mellan Dimension X och Jorden.

## Fiktiv historik
I den animerade TV-serien från 1987-1996 är Dimension X hem åt flera figurer, bland dem Krang. Vanligtvis används dimensionsportar för att snabbt ta sig till och från Dimension X. Dimension X skildras ofta som ett krigshärjad område fullt med monster, men även vänliga arter, som neutrinerna.
I Archieserierna är Dimension X en spiralgalax. För länge sedan stryde teokraterna i Dimension X, och bannlyste alla krigsherrar. Senare uppstår en konflikt mellan kejsar Aerwyls rymdflotta och Nova Squadron.
I IDW-serierna skildras Dimension X som en krigshärjad plats, där utromerna, triceratonerna och neutrinnerna är inblandade.
I den animerade TV-serien från 2012 fungerar Dimension X som Krangs hem.

## Platser i Dimension X
Notera att vissa namn är på svenska och andra på engelska. Vissa namn finns i avsnitt som officiellt inte översatts till svenska, eller bara textats för sändningar i TV 1000 i början av 1990-talet. Stump Asteroid går under olika benämningar i olika översättningar, dels Stumpasteroiden i svenska TMHT:s översättning av Archieserierna, och Asteroiden Stump i minibokformatsadaptionen Resan till Asteroiden Stump. I Sun Studios översättning av TV-avsnittet "Splinter No More" ("Splinter får problem") samt en bokadaption av "Hot Rodding Teenagers from Dimension X" vid namn "Flykten från X-dimensionen" kallas "Dimension X" för "X-dimensionen".

### Balaraphon
En värld befolkad av fredliga infödingar, men attackerades av en invasion från Krang och Shredder. De räddas av sköldpaddorna, som just kommit till planeten. Sköldpaddornas ankomst till Balaraphon var avslutningsfasen av en av Shredders planer att skicka dem till Dimension X. Det är också scenen där Teknodromen förstörs, då den dras ned i en håla och förstörs av en varelse med tentakler sedan Teknodromens motorer förstörts av sköldpaddorna som flytt från Shredders fälla. Plnaeten sågs i 1987 års serie i avsnitten "Turtle Trek" och "Divide and Conquer".

### Dimension X Penitentiary
Dimension X Penitentiary är beläget på en ej namngiven planet eller naturlig satellit, och är en plats dit de värsta förbrytarna i Dimension X skickas. Brottslingar som Skaarg, Dementor, och Dregma-röderna har skickats dit. "Oturligt nog" skyddas inte stället från dimensionsportar. Stället sågs i avsnittet "Convicts from Dimension X" i 1987 års tecknade TV-serie.

### Edenvärldarna
Edenvärldarna (engelska: Eden Worlds) förekommer i Archieserierna, och är en grupp planeter som mässigt påminner om Östafrikas vildmarker. Namnet "Edenvärldarna" refererar till Bibelns berättelser i Gamla testamentet om Edens trädgård. På dessa planeter får inte så kallade "intelligentare" varelser bo. Cherubae skickade Bebop och Rocksteady till en av Edenvärldarna, så de inte kunde hitta på fler "rackartyg". När Krang och Bellybomb senare rymmer från Morbus i en rymdfarkost hamnar de först på samma planet som Bebop och Rocksteady. Bebop och Rocksteady återvänder sedan till samma planet med en grupp djur som de hämtat från Central Park Zoo.

### Hirobyl
Hirobyl sågs i Archieserierna och är en planet som kretsar kring en åldrande och döende röd jättestjärna långt in i Dimension X. Men det var Krang som förstörde allt liv på planeten i hans sökande efter Trollstenen. Planetens namn är möjligtvis en referens till Hiroshimabomben 1945 eller Tjernobylolyckan 1986, då planeten är döende och sköldpaddorna tycker att en stor staty påminner mycket om arbetarstatyerna som man kunde se i det dåvarande Sovjetunionen på den tiden.

### Morbus
Morbus förekommer i Archieserierna, och är en planet som används som soptipp och fängelseplanet.

### Neutrino
Neutrino är hemplanet för folket "Neutrinerna". Medan planeten benämns vid sitt namn i IDW-serierna. men dess namn nämns inte i TV-serie från 1987 eller Archieserierna. I avsnittet "Four Turtles and a Baby" i TV-serien från 1987 angrips planeten av General Traag på order av Krang. I japanska Mutant Turtles: Choujin Densetsu-hen beskrivs planeten som ett kungarike.

### Serot
Serot leds av Vorz, där han har slavar. De som försöker fly dödas. Sköldpaddorna skickades dit av Shredder i avsnittet "Shredder Triumphant" i 1987 års tecknade TV-serie.

### Stumpasteroiden
På Stumpasteroiden eller Asteroiden Stump (engelska: Stump Asteroid), en sfärisk asteroid, bor de två karaktärerna Stump och Sling, och de arrangerar tävlingar i Stump & Slings intergalaktiska fribrottning på Stumparenan (engelska: Stump Arena). Koslickan Cudley ordnar med transporterna dit och från. Två gånger reste sköldpaddorna dit för att brottas. Bland de stora fribrottarna på Stumpasteroiden finns Ace Duck, Bloodbath, Cryin' Houn ("Väderkvarnen", senare kallad El Mysterio) och Leatherhead. Stumpasteroiden sågs bara i Archieserierna.
Stumparenan täcker stora delar av asteroiden. Från en utsiktsplats nära arenan kan åskådare bevittna himlavalvet.

### Vulkanasteroiden
Under säsong 4 (1990) är Teknodromen lokaliserad på en djungelfylld asteroid med vulkanisk aktivitet.